# مراتا د خالن
مراتا د خالن (به اسپانیایی: Morata de Jalón) یک دهستان در اسپانیا است که در استان ساراگوسا واقع شده‌است. مراتا د خالن ۲۲ کیلومتر مربع مساحت و ۱٬۳۵۲ نفر جمعیت دارد و ۴۱۵ متر بالاتر از سطح دریا واقع شده‌است.